# ローリング・ジェット・サンダー
「ローリング・ジェット・サンダー」は、日本のロックバンド、THE HIGH-LOWSの11枚目のシングル。1998年12月16日発売。発売元はキティ。

## 内容
収録曲全て「ロブスターツアー」でのライブ音源が収録された4曲入ライブ盤。表題曲音源は本作のみ（後述）。表題曲は後にベスト・アルバムに収録されるが、それ以外はアルバム未収録となる。

## 収録曲目
| 全編曲: THE HIGH-LOWS。 |                                    |            |       |
| #                       | タイトル                           | 作詞・作曲 | 時間  |
| 1.                      | 「ローリング・ジェット・サンダー」 | 真島昌利   | 2:12  |
| 2.                      | 「真夜中レーザーガン」             | 真島昌利   | 3:07  |
| 3.                      | 「千年メダル」                     | 甲本ヒロト | 4:23  |
| 4.                      | 「不死身のエレキマン」             | 甲本ヒロト | 4:00  |
| 合計時間:               | 合計時間:                          | 合計時間:  | 13:42 |

## 楽曲解説
1. ローリング・ジェット・サンダー
プレイステーション用ソフト『ストリートファイターZERO3』（カプコン）CMソング
スタジオ収録バージョンは存在しない。甲本曰く「（スタジオ収録は）めんどくさかった。ライブなら一発で済む」理由でライブバージョンのCD化を決定したとのこと。
2. 真夜中レーザーガン
3. 千年メダル
4. 不死身のエレキマン